# Acapulco, Guerrero
Acapulco este un oraș din statul mexican Guerrero, port la Oceanul Pacific. Acapulco este o renumită stațiune balneară și turistică și găzduiește un festival internațional al filmului. Predomină exportul de bumbac, fructe și tutun.